# Tremblois-lès-Carignan
Tremblois-lès-Carignan è un comune francese di 113 abitanti situato nel dipartimento delle Ardenne nella regione del Grand Est.

## Società

### Evoluzione demografica
Abitanti censiti